# Thorium(IV)jodide
Thorium(IV)jodide is het jodide van thorium en heeft als brutoformule ThI4. De stof komt voor als witte tot gele kristallen.